# Filtr Wienera
Filtr Wienera – filtr stosowany w cyfrowym przetwarzaniu sygnałów w celu redukcji szumu towarzyszącego sygnałowi. Jest to realizowane poprzez statystyczne porównanie zarejestrowanych danych z pożądanym, pozbawionym szumu sygnałem.
Nazwa filtra pochodzi od Norberta Wienera, który jako pierwszy przedstawił koncepcje tego filtra w 1942.
Zazwyczaj filtry układane są w taki sposób, by uzyskać pożądaną reakcję na częstotliwość w domenie czasu. Filtr Wienera jednak stosowany jest w domenie częstotliwości i układany jest w odmienny sposób. Należy poznać właściwości pożądanego sygnału i dzięki temu określić charakter szumu (spektrum częstotliwości), który uległ splotowi z pierwotnym sygnałem (przed zarejestrowaniem). Następnie układa się filtr, który dokona dekonwolucji, czyli „odplotu” szumu.
Z tego względu filtr Wienera jest układany dla sygnału i szumu o znanej autokorelacji lub korelacji wzajemnej.